# Ярсинтез
Открытое акционерное общество Научно-исследовательский институт «Ярсинтез» (ОАО НИИ «Ярсинтез») — научное учреждение в городе Ярославле, решающее задачи, связанные с синтетическим каучуком.
Большинство предприятий синтетического каучука в России и СНГ пользуются разработками института. В промышленности реализовано свыше 120 разработок. Среди них крупные производства бутадиена, изопрена, стирола, изобутилена, метил-трет-бутилового эфира, бутилкаучука, галобутилкаучуков, стирольных каучуков, синтетических и искусственных латексов. Также институт осуществляет выпуск разнообразных химических продуктов.

## История
В июне 1946 года для разработки новых промышленных методов производства синтетического каучука из нефтяного сырья на базе завода № 226 в Ярославле создан Опытный завод № 226, впоследствии предприятие п/я № 135.
К 1958 году предприятие представляло собой крупную опытную базу по разработке технологии производства бутадиена, изопрена, изобутилена, а также некоторых типов синтетических каучуков из нефтяного сырья. 23 июля 1958 года на базе предприятия п/я № 135 организован Научно-исследовательский институт мономеров для синтетического каучука (НИИМСК) и утверждён головной организацией по разработке методов производства и подготовке к внедрению промышленных процессов получения мономеров для синтетического каучука. В 1962 году НИИМСК также стал головным институтом по разработке и внедрению в промышленность процессов производства бутилкаучука. 3 июля 1989 года было создано научно-производственное объединение (НПО) «Ярсинтез» в составе головного научно-исследовательского института мономеров для синтетического каучука (НИИМСК), опытного завода и проектной части НИИМСК.
В 1992 году в «Ярсинтезе» была проведена приватизация: Акционерное общество открытого типа Научно-производственное предприятие «Ярсинтез» (1993—1995), Акционерное общество открытого типа Научно-исследовательский институт «Ярсинтез» (1995—1996), Открытое акционерное общество Научно-исследовательский институт «Ярсинтез» (с 1996).

## Важнейшие разработки
- Способ получения бутадиена из непищевого сырья — процесс двухстадийного дегидрирования бутана. Разработан в 1947—1962 годах, производство внедрено в 1960—1963 годах на четырёх заводах. За разработку катализатора второй стадии дегидрирования группе работников (Меняйло А. Т., Фридштейну И. Л., Солдатову Б. Я., Бушину А. Н., Трохачеву И. Р.) 1950 году была присуждена Сталинская премия II степени.
- Разработанные технологические процессы на конец 1965 года:
  - Процесс производства бутилкаучука непредельностью 2 % для производства бутилкаучука на Сумгаитском заводе СК, процесс производства бутилкаучука с повышенной непредельностью (2,5—3 %) для Пермского, Северо-Кавказского, Кременчугского заводов СК и второй очереди Новокуйбышевского нефтехимкомбината.
  - Процессы тонкой очистки бутадиена для стереорегулярной полимеризации;
  - Процесс тонкой очистки бутадиена, полученного из этанола, в 1964 году внедрён на Ефремовском, а в 1965 году на Воронежском заводах СК.
  - Процесс очистки изопрена.
  - Метод получения 100%-ного изобутилена с применением ионообменных смол для проектирования промышленных установок на Северо-Кавказском и Пермском заводах СК (совместно с НИИСС).
  - Промышленная технология очистки сырого изопентана ректификацией и гидроочисткой.
  - Получение изопрена двухстадийным дегидрированием изопентана с применением на первой стадии микросферического катализатора К-5, на второй — катализатора К-16. Позже усовершенствована вторая стадия дегидрирования заменой катализатора К-16 на катализатор КНФ, разработанный совместно с Чехословацким институтом нефти и углеводородных газов. Производство бутадиена с этим катализатором освоено в 1968 году на Новокуйбышевском НХК. В свою очередь КНФ был впоследствии заменён более эффективным ИМ-2204 (разработан совместно с Институтом катализа СО АН СССР).
- Разрабатывались новые методы получения бутадиена и изопрена, снижающие стоимость и увеличивающие выбор сырьевых источников этих мономеров: получение бутадиена методом одностадийного дегидрирования бутана в вакууме; получение бутадиена методом окислительного дегидрирования бутана и бутиленов; синтез изопрена из пропилена. В 1963—1970 годах производство изопрена освоено на Стерлитамакском ОПНХЗ, Куйбышевском и Стерлитамакском заводах СК, Нижнекамском НХК.
- Получение изопрена дегидрированием изопентана, обеспечивший стабильную сырьевую базу для производства каучука СКИ-3. Процессы разделения углеводородных смесей С5 и тонкой очистки изопрена (совместно с «Гипрокаучуком»).
- Непрерывная промышленная технология производства микросферических катализаторов дегидрирования парафиновых углеводородов.
- Процесс дегидрирования изобутана в изобутилен в системах с кипящим слоем катализатора.
- Катализатор К-22 дегидрирования алкилароматических углеводородов. Разработан в конце 1960-х годов совместно со Стерлитамакским заводом СК. В дальнейшем были созданы более эффективные К-24 и К-28.
- Процесс одностадийного дегидрирования н-бутана в бутадиен и процесс дегидрирования изопентана в изопрен.
- Процессы окислительного дегидрирования парафинов и олефинов.
- Методы разделения сложных углеводородных смесей и тонкой очистки мономеров: процесс выделения бутадиена из фракций С4 хемосорбцией медно-аммиачным раствором ацетата закиси меди — реализован на большинстве заводов СК; очистка бутадиена от ацетиленовых соединений; процессы выделения бутадиена из фракций дегидрирования и пиролиза двухступенчатой экстрактивной ректификацией с полярными экстрагентами — внедрен на ПО «Нижнекамскнефтехим», на СК в Тольятти, Новокуйбышевске, Нижнекамске, Омске; процесс выделения изобутилена из углеводородных фракций.
- Процессы димеризации и диспропорционирования олефинов (совместно с ИНХС РАН, ИНЭОС РАН).
- Технология производства малотоннажных мономеров и другой химической продукции: в 1955 году было создано единственное в СССР производство метилвинилпиридина на Омском заводе СК; процесс совместного производства 4-винилпиридина и 2-винилпиридина; технология производства пиридина и 3-пиколина, 2,6-лутидина.
- Комплексное производство синтетических пиридиновых оснований и ингибиторов кислотной коррозии для защиты оборудования на нефте- и газопромыслах.
- На ПО «Салаватнефтеоргсинтез» организовано производство третичного додецилмеркаптана. Производство бутилакрилата на ПО «Оргстекло» (Дзержинск) было значительно увеличено. Технология производства ряда других акрилатов и метакрилатов, третьего сомономера для каучука СКЭПТ — этилиденнорборнена.
- Процесс получения метил-трет-бутилового эфира (МТБЭ).
- Разработка технологий производства бутилкаучука — в настоящее время по разработкам института работаю производства на ТПО «Синтезкаучук» и ПО «Нижнекамскнефтехим», хлорированного и бромированного каучуков — на ПО «Нижнекамскнефтехим» организовано производство галобутилкаучуков.
- Получение латексов неэмульсионных каучуков. Разработано в 1960-е годы. В 1970 году на Ярославском заводе СК было введено производство латекса бутилкаучука, а в 1978 на ПО «Нижнекамскнефтехим» — опытно-промышленное производство латекса на основе каучука СКИ-3.

## Структура
В состав НИИ «Ярсинтез» входят 14 лабораторий, 5 технологических цехов, 3 научно-производственных отдела, в которых работают 2 доктора наук, профессора, заслуженных деятеля науки РФ (Г. Р. Котельников и О. П. Яблонский) и более 50 кандидатов наук и другие сотрудники. Опытный завод имеет более 50 опытных и опытно-промышленных установок производительностью от 5-10 до 300—400 кг/час.
Научный комплекс:
- НИЛ-1 — Синтез мономеров с функциональными группами и продуктов малотоннажной химии.
- НИЛ-2 — Органический синтез.
- НИЛ-7 — Разделение и очистка химических соединений.
- НИЛ-8 — Физико-химические и электрохимические методы анализа и исследований.
- НИЛ-10 — Синтез бутилкаучука и галобутилкаучука.
- НИЛ-11 — Синтез эмульсионных каучуков и латексов.
- НИЛ-13 — Коррозионные исследования и синтез ингибиторов коррозии.
- НИЛ-14 — Очистка сточных вод.
- НИЛ-15 — Промышленная токсикология.
- НИЛ-16 — Охрана труда и техника безопасности.
- НИЛ-19 — Хроматографические методы анализа и исследований.
- НИЛ-21 — Выделение изобутилена. Синтез компонентов моторных топлив.
- НИЛ-22 — Гетерогенные каталитические процессы и катализаторы.
- НИЛ-26 — Синтез полимерных материалов.

Опытно-производственный комплекс:
- Цех № 2 — Синтез, разделение и очистка органических веществ.
- Цех № 3 — Дегидрирование углеводородов, приготовление алюмохромового катализатора и наработка опытной продукции.
- Цех № 8 — Приготовление катализаторов.
- Цех № 14 — Производство синтетических эмульсионных латексов и каучуков.
- Цех № 18 — Производство углеводородов и их соединений, ингибиторов и сложных эфиров акриловой и метакриловой кислот.

Опытный участок шпатлёвок, лакокрасочной продукции с применением органических растворителей, лаков и их смесей